# خوریسدیکسین د سان سادرنیل
خوریسدیکسین د سان سادرنیل (به اسپانیایی: Jurisdicción de San Zadornil) یک شهرستان در اسپانیا است.